# サガルマータ国立公園
サガルマータ国立公園（サガルマータこくりつこうえん）は、ネパール北東部に位置する山岳地帯にある国立公園。ユネスコの世界遺産に登録されている。なお、「サガルマータ」とはネパール語で、英語ではエベレストのことである。

## 概要
世界最高峰のエベレストに加えローツェ、マカルー、チョ・オユーなど、世界の屋根といわれるヒマラヤ山脈でも高い山が連なる。園内には高山植物や、レッサーパンダ・ジャコウジカなどの珍しい動物も生息している。近年は、山頂を目指す登山家以外にも、公園内のトレッキングを楽しむ旅行者が増えている。
1979年、ユネスコの世界遺産（自然遺産）に登録される。
また、公園内にあるゴーキョー湖群一帯にはNeopicrorhiza scrophulariifolia、Kobresia fissiglumisなどの植物が生え、ヒマラヤタール、ユキヒョウ、モリジシギ、メジロガモ、アネハヅルなどの動物が生息している。2007年にラムサール条約の湿地に登録された。

## 登録基準
この世界遺産は世界遺産登録基準のうち、以下の条件を満たし、登録された（以下の基準は世界遺産センター公表の登録基準からの翻訳、引用である）。
- (7) ひときわすぐれた自然美及び美的な重要性をもつ最高の自然現象または地域を含むもの。